# Шехтман Микола Абрамович
Микола Абрамович Шехтман (рос. Шехтман Николай Абрамович; 13 лютого 1936, Жлобин) — російський вчений в області лексикології та семантики. Доктор філологічних наук (1977), професор (1985). Член Російської академії природничих наук і Академії менеджменту в освіті. Заслужений діяч науки РФ (1996). Академік РАПН, «Відмінник народної освіти РРФСР» (1965), «Відмінник народної освіти СРСР» (1979),

## Біографія
Закінчив Оренбурзький педінститут (1953) та аспірантуру Ленінградського інституту імені Герцена (1963). З 1958 року працює в Оренбурзькому державному педагогічному університеті, де в різні роки завідував кафедрою англійської філології (1966—1984), був деканом факультету іноземних мов (1984—1985), проректором з наукової роботи (1988—2001). Професор кафедри теорії та практики перекладу Оренбурзького державного пед. університету, академік РАПН, «Відмінник народної освіти РРФСР» (1965), «Відмінник народної освіти СРСР» (1979), Автор шести монографій і 150 наукових публікацій. Учасник міжнародних конгресів в Амстердамі, Кембриджі, Лейпцигу та інших центрах світової науки. Творець наукової школи з семантики германських мов.